# Grupo ULMA

El Grupo ULMA es un grupo socio empresarial formado por 9 sociedades cooperativas que tiene presencia en 81 países de todo el mundo y con 63 años de presencia en el mercado.

## Historia

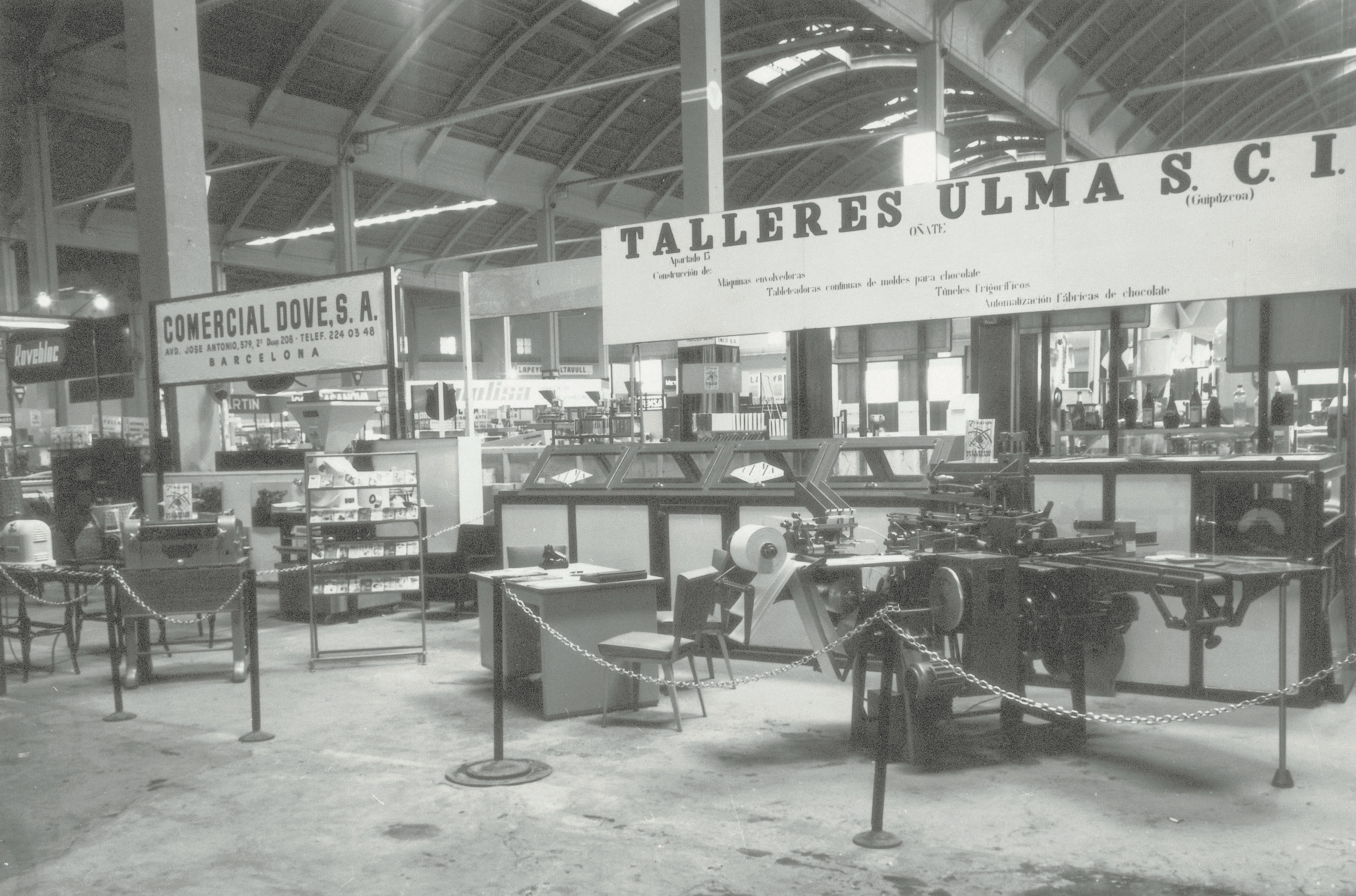
XXXI Feria Oficial e Internacional de Muestras de Barcelona de 1963

Los orígenes del ULMA se remontan al año 1957. Ese año, seis jóvenes mecánicos montaron su primer taller para ofrecer servicios auxiliares a la industria chocolatera de la comarca. Eran Pedro Ugarte, Isidro Mendiola, Ignacio Maiztegi, Julián Ayastuy los hermanos Esteban y Julián Lizarralde. Cuando constituyeron su primera cooperativa, el 8 de septiembre de 1961, usaron la primera letra de cada uno de sus apellidos para darle nombre a la empresa y así surgió Cooperativa Industrial Talleres ULMA S.C.I. Antes de crearla, los seis trabajadores se habían reunido varias veces con José María Arizmendiarrieta, párroco de Mondragón (Guipúzcoa) e impulsor de lo que hoy en día se conoce como la experiencia cooperativa de Mondragon. Inicialmente, la cooperativa se dedicó a fabricar máquinas envolvedoras para chocolates dando así inicio a lo que hoy día se conoce como ‘ULMA Packaging’. Pero muy pronto entró en el sector de la construcción, otro de sus actuales pilares. Fue en 1963, cuando los responsables de la cooperativa patentaron el primer andamio prefabricado que se hacía en España bajo la marca JJEIP.
Paralelamente y en la misma comarca, cuatro trabajadores de la empresa Forjas de Zubillaga decidieron adquirir un taller de cerrajería y accesorios. Se llamaban Pedro y Enrique Guridi, Sebastian Ayastui, Ramón Irizar, Sabino Tellería y Juan Urcelay y fabricaban balcones, puertas metálicas y otros productos forjados y de estampación.  
En 1962, también ellos decidieron constituirse en cooperativa y, al igual que con ULMA, eligieron un nombre basado en las letras de sus apellidos. Durante los primeros años, la empresa se llamó Gaitu S.C.I. En 1967, sin embargo, pasó a denominarse Enara. Su crecimiento y consolidación dio lugar a la fabricación de bridas mediante la adquisición de un Martillo de Caída que transformaría la empresa y sería la base de su desarrollo posterior.
El primer acercamiento entre ULMA y Enara tuvo lugar en 1983. En 1987, el grupo Oñalan, nombre con el que inició su andadura el Grupo ULMA, creció con la integración de una tercera cooperativa; Oinakar, que había nacido en 1983 y comercializaba carretillas elevadoras. A partir de 1989, el Grupo pasó a adquirir su actual denominación y a llamarse Grupo ULMA. 
A finales de 1989, el Grupo tiene 678 trabajadores y un volumen de ventas por valor de 8323 millones de pesetas (50 millones de euros).

### Consolidación del Grupo ULMA
En la década de los años 90, todos los negocios del Grupo decidieron adoptar una nueva y única imagen corporativa. Para eso, en 1990 y en 1991, la cooperativa ULMA S. Coop. pasó a denominarse a ULMA C y E, S. Coop. El resto de negocios incorporaron la marca y el nombre comercial ULMA. En 1996 se constituyó ULMA Hormigón Polímero (hoy ULMA Architectural Solutions). En 1992, Oinakar se convirtió en ULMA Manutención S.Coop. y Enara, en ULMA Forja S. Coop (hoy ULMA Forged Solutions). En 1994 de la cooperativa ULMA MANUTENCIÓN se desdoblaron los negocios de Carretillas Elevadoras (hoy ULMA Servicios de Manutención) y Sistemas (hoy ULMA Handling Systems). En 2008, se integró al Grupo, ULMA Conveyor Components, proveniente de la cooperativa Rochman. En 2019, se consolidó ULMA Embedded Solutions como el noveno negocio del Grupo ULMA.

### Situación dentro de Mondragon
En 1993, como resultado de la decisión de mantener un grupo cooperativo comarcal propio, ULMA decidió no incorporarse a la estructura organizativa de la Corporación Mondragon (entonces MCC). En 2002, sin embargo, sus socios y socias aprobaron integrarse en la División Industrial de Mondragon. En diciembre de 2022, en asamblea plenaria de la cooperativa del Grupo ULMA, deciden por amplia mayoría (80,52 %) salir de la corporación Mondragon.

## Situación actual
En 2023, cerca de 5600 personas trabajan en el Grupo ULMA, que cuenta actualmente con un volumen de negocio superior a los 1100 millones de euros, de los cuales cerca del 70 % fueron en ventas internacionales de los más de 81 países en los que da servicio desde que comenzó a internacionalizarse en la década de los 90. Aunque todas sus cooperativas/Negocios comparten políticas generales y estrategias de gestión conjuntas, cada una de ellas fabrica y comercializa sus propios productos.
- ULMA Agrícola: Soluciones integrales de alta tecnología en invernaderos.
- ULMA Architectural Solutions: Diseña, fabrica y comercializa sistemas prefabricados para el DRENAJE y la ARQUITECTURA. En este último sector ofrece: Fachadas Ventiladas, Cerramientos Industrializados, Prefabricados Personalizados y Mobiliario Urbano.
- ULMA Construction: Soluciones completas de ingeniería de encofrado, sistemas trepantes, apeo y andamiaje, tanto en venta como en alquiler para edificación, obra civil, industria y rehabilitación.
- ULMA Conveyor Components: Diseño y fabricación de rodillos de alta exigencia para el transporte a granel.
- ULMA Embedded Solutions: Servicios especializados de consultoría e ingeniería en el ciclo de vida de productos electrónicos, desde la fase de diseño conceptual y su validación hasta la automatización del sistema de test de producción.
- ULMA Forged Solutions: Fabricante de bridas y componentes forjados de altas especificaciones técnicas.
- ULMA Handling Systems: Desarrolla su actividad como ingeniería intralogística integral en colaboración con el líder mundial del sector DAIFUKU.
- ULMA Packaging: Especialista en el diseño y la fabricación de soluciones y líneas de envasado.
- ULMA Lifting Solutions: Soluciones integrales para la manipulación de mercancías mediante el uso de maquinaria de manutención.[7][8][9][10][11][12][13][14][14][15][16][17][18][19][20]

## Proyectos

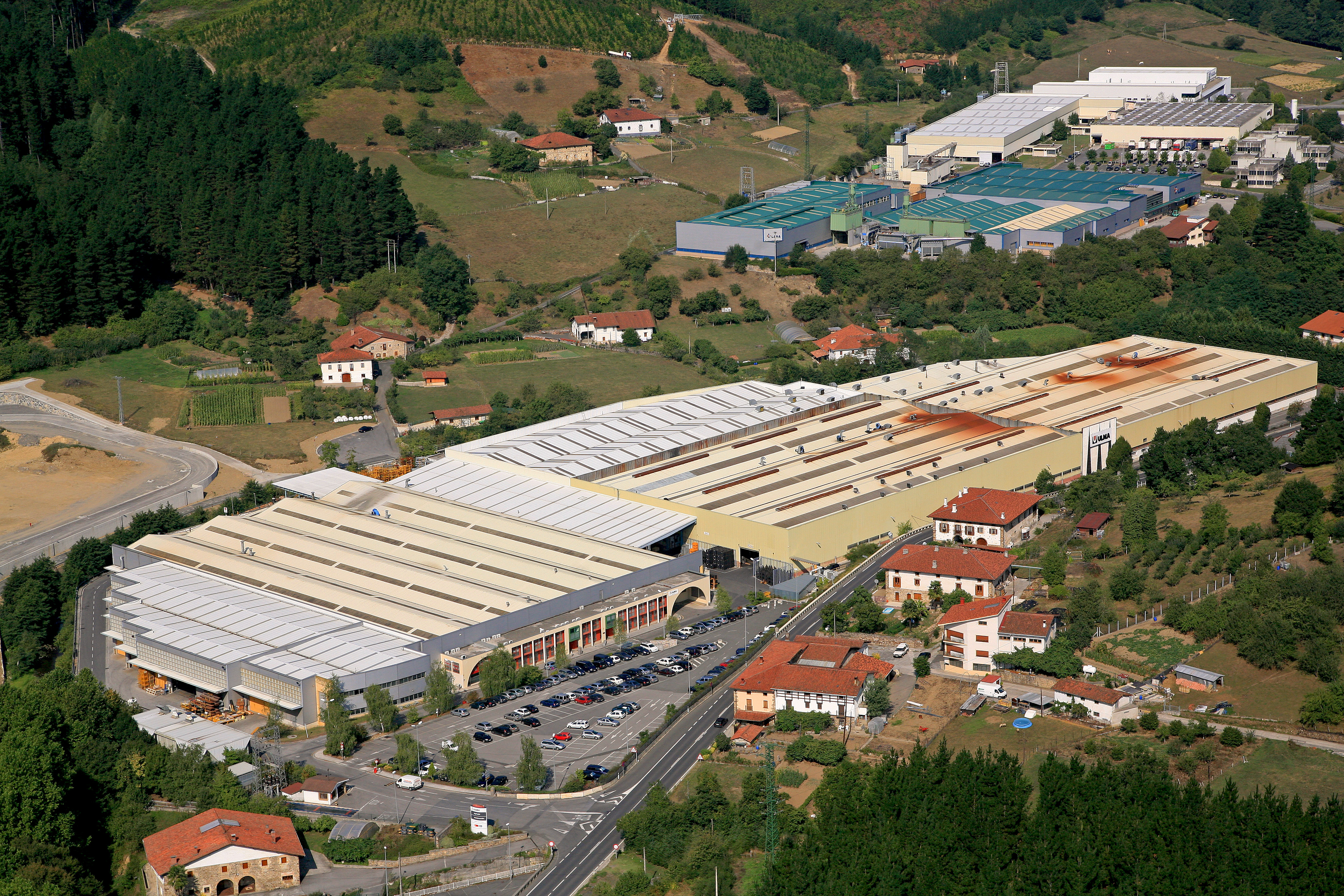
Una de las fábricas que ULMA tiene en Oñate

Estos son algunos de los proyectos del Grupo ULMA:
- Invernaderos en el desierto, Oriente Medio, ULMA Agrícola: Cerca de dos hectáreas de cultivo hortícola en condiciones climáticas extremas, con la falta de agua y las altas temperaturas.
- Rascacielos Hudson Yards, Nueva York, ULMA Construction: Ejecución del núcleo del rascacielos, compuesto por 4 huecos de ascensor en la Torre C del proyecto urbanístico de mayor importancia que se ha llevado a cabo en Manhattan en los años 1990 y años 2000, usando el Sistema Autotrepante ATR con estructuras MK y Megaform como encofrado modular.
- Canales de drenaje en el mayor estadio de Polonia, ULMA Architectural Solutions: Más de 300 metros lineales de canales de drenaje en las zonas de accesos a las instalaciones y en el aparcamiento, en el Krakow Arena, el mayor estadio de Polonia.
- Proyecto de modernización de la refinería Talara, Perú, ULMA Piping: Diseño a medida y suministro de bridas para la modernización de la planta que pasará de 65 000 barriles diarios a 95 000.
- Ampliación del Puerto de Gangavaram (India), ULMA Conveyor Components: Suministro de rodillos, soportes y tambores para la nueva terminal portuaria de mineral de hierro y carbón.
- SAT on line de ULMA Servicios de Manutención: Un sistema que posibilita estandarizar y optimizar procesos de actuación en el área de postventa y ofrece información en tiempo real.
- Envase flow pack con perforación para la esterilización de productos médicos, ULMA Packaging: El envase minimiza el uso de papel médico que se perfora mediante láser para su posterior esterilización.
- Sistema de Automatización Logística para sector textil para Brandili (Brasil) e Indutop (Uruguay), ULMA Handling: Innovador sistema de almacenamiento automático y preparación de pedidos (FSS), pionero en el mundo.
- ULMA Handling Systems: Plataforma logística de Eroski en Elorrio que automatiza el 50 % del tráfico y el 70 % del peso gestionado en su plataforma de alimentación para la zona norte. Primera plataforma logística en Europa que logra automatizar también la logística de botellas.
- ULMA Embedded Solutions: Diseño de FPGA para la estación terrestre principal de Galileo EGNOS RIMS de ESA.

## Certificados y calificaciones
Estos son algunos de los certificados y calificaciones del Grupo ULMA:
En 1996, el Negocio de ULMAForja es homologado por Lloyd’s Register Quality Assurance con la certificación ISO 9002. 
En 1994, ULMA Construcción obtiene el certificado de calidad AENOR bajo norma ISO 9001. 
En 2000, ULMA Pipping obtiene la ISO 14001 de gestión medioambiental. En 2010, logra además la certificación OHSAS 18001.
En 2001, ULMA Packaging alcanza el certificado medioambiental ISO 14001 y en 2002 obtiene también la Q de plata a la Excelencia Empresarial.
En 2003, ULMA Carretillas Elevadoras obtiene el Certificado de Registro de Empresa acreditado por AENOR para su actividad de “Montaje y Comercialización de Carretillas Elevadoras nuevas”, que evidencia la conformidad de su Sistema de Calidad con la norma UNE-EN 9001:2000. 
En 2005, ULMA Construcción recibe el Premio a la Internacionalización Empresarial, reconocimiento otorgado por la Cámara de Comercio de Guipúzcoa. 
En 2008, ULMA Agrícola obtiene la ISO 9001 para el diseño, fabricación y montaje de estructuras para cultivos protegidos.
En 2014, el Diseño y el Cálculo de bridas de ULMA Piping fueron certificados por la ISO y la API.

## Responsabilidad social
En el Grupo ULMA, la Responsabilidad Social tiene dos dimensiones. La interna está dirigida a los socios y socias de trabajo. La externa está dirigida a la sociedad y sirve para impulsar la labor social, deportiva, asistencial y cultural de las cooperativas. Parte de esa labor se realiza a través de la Fundación ULMA que se creó en 2010 y que apoya proyectos con un fin social financiados con el 10 % de los beneficios del Grupo ULMA.